# بخش‌های دپارتمان اوت-الپ
بخش‌های دپارتمان اوت-الپ (انگلیسی: Arrondissements of the Hautes-Alpes department) شامل ۲ بخش به شرح زیر است:
1. بخش بریانسون با ۳۷ کمون (فرانسه) و جمعیت ۳۵ هزار نفر در سال ۲۰۱۳ می‌باشد.
2. بخش گپ با ۱۳۰ کمون (فرانسه) و جمعیت ۱۰۳ هزار نفر در سال ۲۰۱۳ می‌باشد.